# Grizzly (film)
Grizzly (sau Killer Grizzly la televiziune) este un film de groază britanic din 1976 regizat de William Girdler.  Rolurile principale sunt interpretate de actorii Christopher George, Andrew Prine și Richard Jaeckel.

## Distribuție
- Christopher George - Michael Kelly
- Andrew Prine - Don Stober
- Richard Jaeckel - Arthur Scott
- Joan McCall - Allison Corwin
- Joe Dorsey - Charley Kittridge
- Charles Kissinger - Dr. Hallitt
- Mike Clifford - Pat
- Teddy (un urs Kodiak) -  Grizzly

## Legături externe
- Grizzly la Internet Movie Database
- Grizzly II: The Predator la Internet Movie Database
- Grizzly la TCM Movie Database
- Grizzly la Allmovie
- Grizzly la Rotten Tomatoes